# Drăgănești-Vlașca
Pour les articles homonymes, voir Drăgănești.
Drăgănești-Vlașca (anciennement Drăgănești) est une ville du județ de Teleorman, au sud de la Roumanie.

## Personnalités
- Sofia Corban (1956-), championne olympique d'aviron.
- Petre Becheru (1960-), champion olympique et du monde d'haltérophilie.